# Nationalversammlung (Guyana)
Die Nationalversammlung von Guyana ist das Parlament in Guyana.

## Zusammensetzung
Die Nationalversammlung besteht aus 65 Abgeordneten. 53 von ihnen werden im Verhältniswahlrecht für jeweils fünf Jahre gewählt. Weitere 12 Abgeordnete werden von den örtlichen Gemeindeversammlungen delegiert. 
Bei der Wahl zur Nationalversammlung von Guyana 2011 gewann die PPP 32 von 65 Sitzen.
Bei den vorgezogenen Wahlen zur Nationalversammlung am 11. Mai 2015 verlor die Regierungspartei PPP gegen das Oppositionsbündnis A Partnership for National Unity (APNU) und Alliance for Change (AFC) unter Führung von David Arthur Granger. Das Regierungsbündnis APNU und AFC verfügt damit über 33, und die Oppositionspartei PPP über 32 Parlamentssitze.
Barton Scotland ist seit dem 10. Juni 2015 Parlamentspräsident.

## Parlamentsgebäude
Das Parlament hat seinen Sitz in Georgetown, der Hauptstadt von Guyana.
Der Grundstein für das Gebäude wurde am 27. März 1829 gelegt, und nach der Fertigstellung im April 1834 wurde es vom Court of Policy genutzt. Ursprünglicher Name des Gebäudes ist „Guiana Public Buildings“.
Als 1928 Britisch-Guayana zur Kronkolonie erhoben wurde, ersetzte ein "Legislative Council" den "Court of Policy" und übernahm das Gebäude.
Mit der Unabhängigkeit im Mai 1966 wurde der "Legislative Council" durch das Parlament von Guyana ersetzt.